# Arte accademica

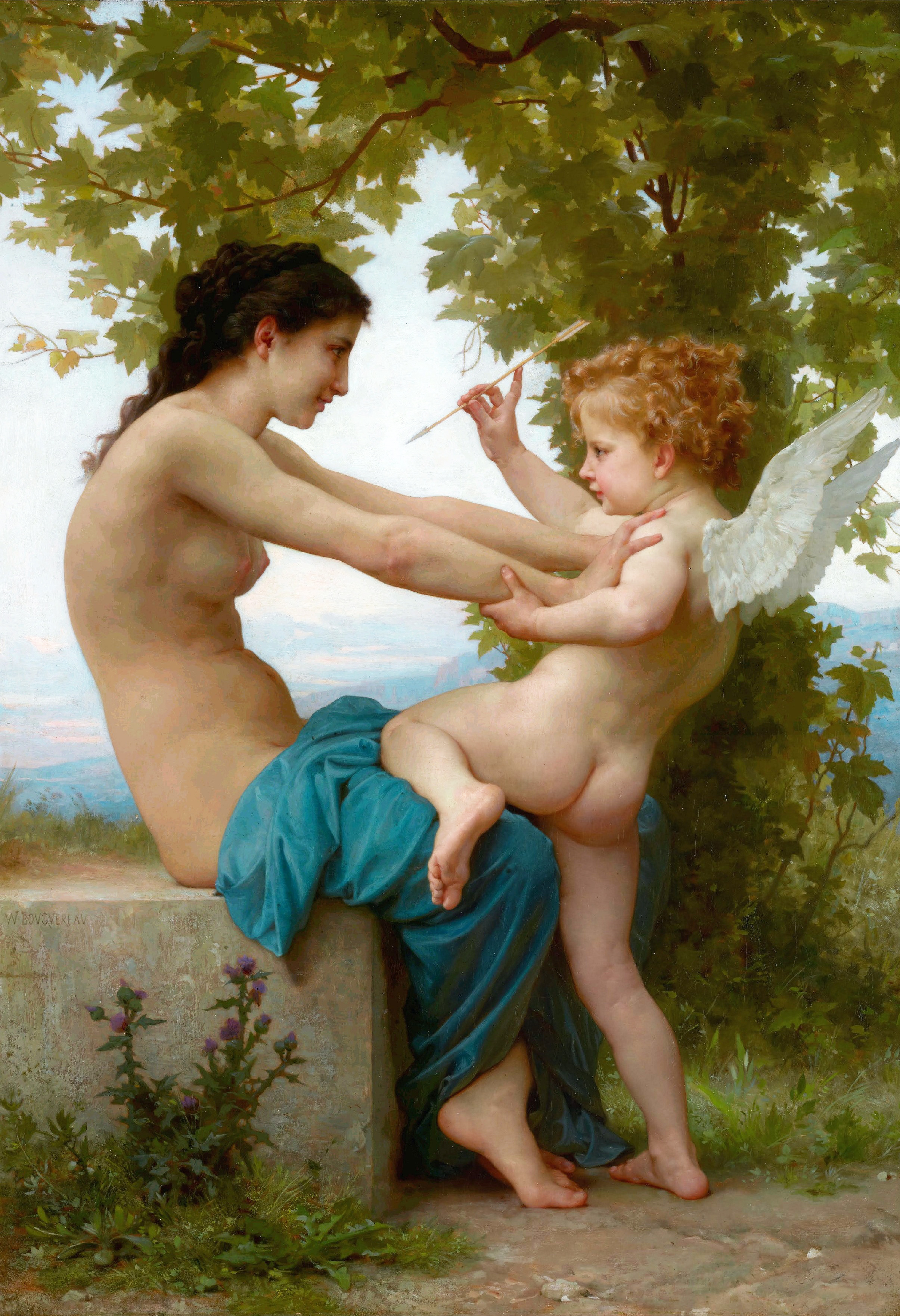
William-Adolphe Bouguereau, Ragazza si difende da Eros

Arte accademica, o art pompier, fu definita con intenti polemici la pittura prodotta in Francia nella seconda metà del XIX secolo sotto l'influsso delle Accademie di belle arti.
L'espressione indica ancora oggi quell'arte ritenuta accademica e ufficiale, gradita al potere, che, pur eseguita con tecnica magistrale, è da alcuni giudicata spesso falsa e vuota, a volte fino al cattivo gusto.

## L'accademismo francese

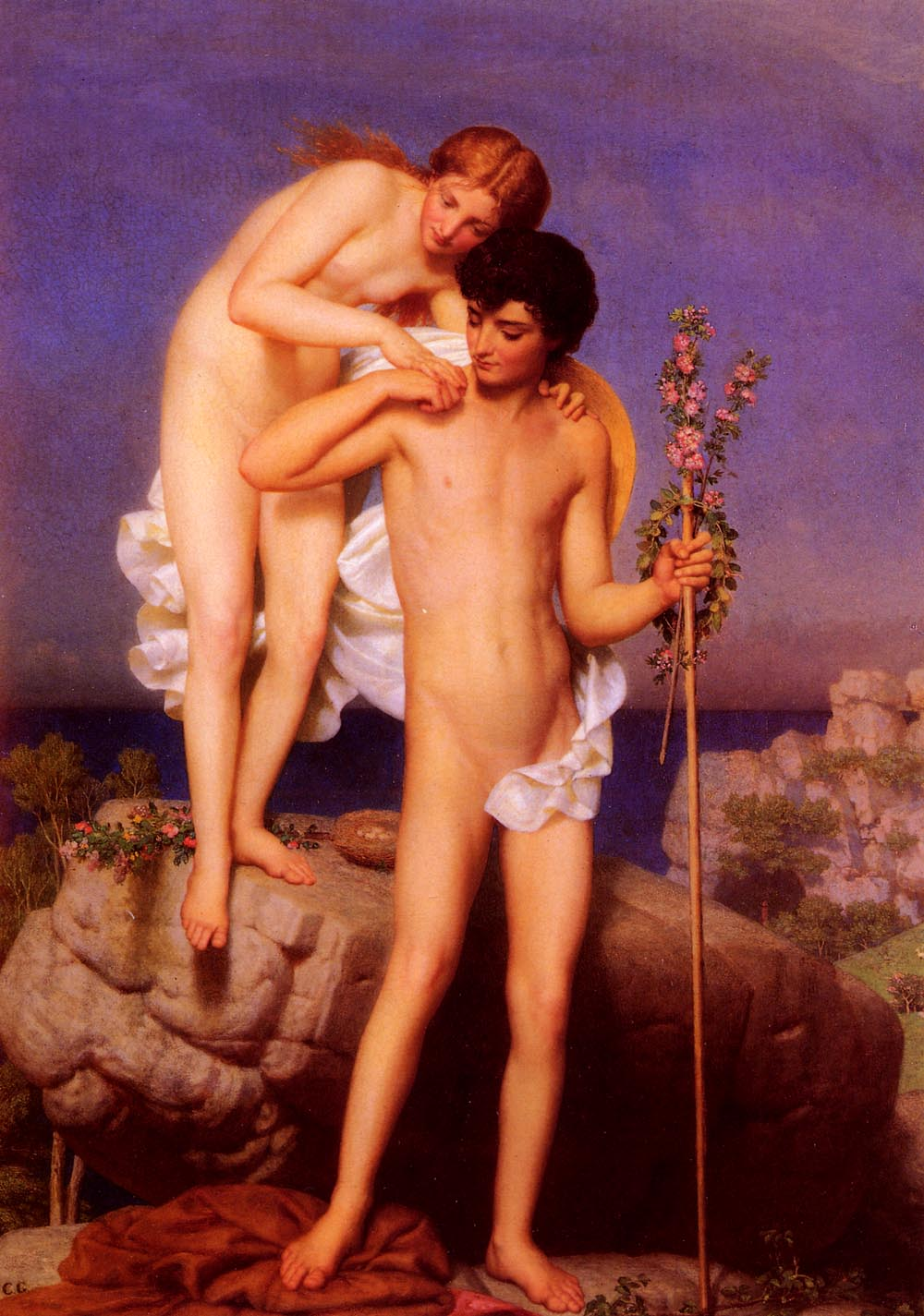
Charles Gleyre, Dafni e Cloe

L'origine dell'appellativo francese pompier – in italiano, pompiere – è incerta: potrebbe derivare dagli elmi delle figure di dèi ed eroi classici, simili ai caschi dei vigili del fuoco dell'800, o indicare gli stessi pompieri presenti, con compiti di sicurezza, durante le mostre aperte nei Salons ufficiali, oppure ancora riferirsi ai pittori del circolo di Charles Gleyre, fautori dell'imitazione della pittura pompeiana, o infine, indirizzarsi a molte rappresentazioni pittoriche pompose e retoriche.
La corrente artistica del Neoclassicismo, sorta nel XVIII secolo e prolungatasi a parte della prima metà dell'Ottocento, aveva nel rigore razionale del suo stile il primo requisito per prestarsi all'insegnamento nelle scuole e suggeriva, nel suo stesso contenuto, la strada dell'imitazione, non già della natura visibile e della reale vita della società, ma dei prodotti artistici e della storia e dei miti di quel lontano passato, greco e romano, che essa indicava come modello di armonia e di bellezza ideale. In Francia, l'esempio suggestivo dell'arte di David – per altro personalmente contrario a qualunque Accademia – e poi di quello dell'allievo Ingres, veicolerà consensi e produrrà imitatori.
L'Accademia reale di pittura e scultura era stata creata in Francia nel 1648, con lo scopo di garantire agli artisti un attestato di qualità, dotandoli di uno stile improntato alla semplicità e insieme alla grandiosità, all'armonia e alla purezza. A questo scopo si affermava la necessità di osservare i principi seguenti:
- studio del nudo e dell'anatomia
- imitazione degli antichi e della natura idealizzata
- realizzazione delle opere nello studio anziché en plein air
- primato del disegno sul colore
- compiutezza dell'opera

Tali criteri formativi non cambiarono nel corso dei secoli e furono mantenuti dai professori dell'École des Beaux-Arts, allievi di David e poi di Ingres, che si attennero ai principi formulati dai loro maestri: gli studenti, per essere ammessi, dovevano superare un concorso consistente nell'esecuzione di un nudo da modello vivente.

### La formazione artistica nelleÉcoles

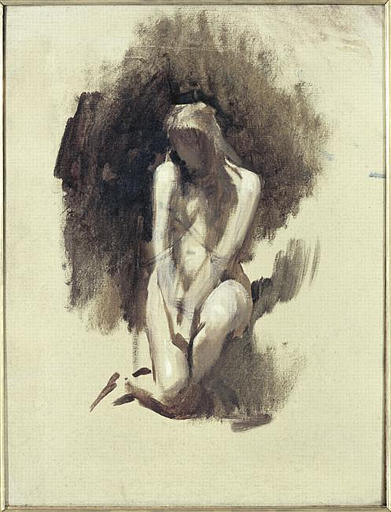
Léon Bonnat, Nudo di donna

La difficoltà della prova comportava che l'allievo generalmente dovesse presentarsi al concorso solo dopo aver seguito un lungo corso di apprendistato presso un atelier privato, nel quale aveva seguito un rigoroso itinerario di studio. Dapprima si dovevano copiare disegni o stampe, e dopo mesi di esercizio si passava al tratteggio e all'estompe, allo sfumato. Un successivo, importante passaggio consisteva nella copia dei gessi, riproduzioni di busti o d'intere opere classiche, accompagnata dallo studio della storia dell'arte, della letteratura e della mitologia, essendo frequenti i temi che da qui venivano ripresi nella pittura e nella scultura.
Superata questa fase, l'allievo poteva iniziare lo «studio della natura», disegnando il modello vivente secondo i passaggi che andavano dal semplice schizzo - l'esquisse - lo scheletro della composizione - alla maggiore definizione dell'abbozzo - l'ébauche - nella quale si ripartivano le ombre dalle mezze tinte e dalla luce, fino alla cura del dettaglio - la mise en place - e al disegno finito. Ma il modello vivente andava comunque «corretto», eliminando le «imperfezioni della natura», correggendole secondo un modello ideale di nobiltà e di decoro.

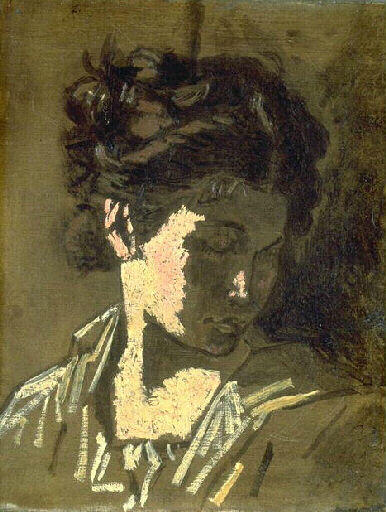
Thomas Couture
Studio di testa

Intanto l'allievo proseguiva per suo conto lo studio della composizione con la pratica del croquis, il rapido schizzo di momenti di vita quotidiana per sollecitare l'immaginazione personale, che veniva tradotta su propri quaderni, i carnets de poche.
Lo studente dell'Accademia ripeteva il corso di disegno già seguito nell'atelier per giungere finalmente al corso di pittura, simile a quello di disegno. Grande importanza veniva data allo schizzo, per il quale nell'Accademia venivano tenuti corsi appositi, seguiti da concorsi: esso era espressione della creatività dell'allievo che, trascurando i dettagli, dava forma generale alla propria concezione della composizione. Questa creatività doveva tuttavia essere sottoposta a disciplina e regolata dallo studio magistrale. Così, dall'esquisse si procedeva all'ébauche, eseguito a carboncino, sul quale si passava la sauce, un rosso-mattone leggero; s'impastavano poi i chiari e si diluivano le ombre per renderle quasi trasparenti.
Il fulcro del corso accademico risiedeva dunque nella copia: del modello vivente, dei gessi, che riproducono la statuaria antica, e dei dipinti dei maestri del Rinascimento. In questo modo l'allievo non solo s'impadroniva della loro tecnica manuale e del loro modo di organizzare i volumi, ma assumeva una forma mentis rivolta al passato, da dove traeva costantemente la fonte della propria invenzione, che spesso era una citazione di opere classiche: il pittore uscito dall'Accademia era così indotto a rifare il già fatto o a variare il già inventato o a mimetizzare le fonti utilizzate.
La formazione accademica attestava la professionalità dell'artista, che poteva così presentarsi in società con le «carte in regola». Per ottenere il definitivo riconoscimento e garantirsi le commissioni ufficiali dello Stato e quelle private dei collezionisti occorreva però la pubblica consacrazione di un successo al Prix de Rome e al Salon di Parigi.

### La nascita dell'Art pompier
Il Salon, istituzione nata nel 1667, soltanto con la Rivoluzione ebbe il carattere di una libera esposizione, tenuta nelle sale del Louvre, alla quale qualunque artista aveva il diritto di partecipare. Già con la svolta autoritaria del consolato e poi dell'Impero venne istituita una commissione giudicante che sceglieva le opere da esporre e distribuiva i premi.
Nella prima metà del secolo XIX, con la fine del Neoclassicismo, in Francia si assiste a una fase di ricerche che danno luogo a tre essenziali correnti artistiche: una, che intende esaltare la funzione dell'immaginazione, commuovere ed emozionare accendendo i colori e dissolvendo le forme classiche: è la pittura romantica; un'altra, che vuole indagare la realtà ponendola in primo piano e assegnandole un ruolo autonomo e un peso che superi la sua tradizionale funzione di semplice immagine: è la pittura realista; una terza corrente è quella formata dai pittori che, per difendere i valori della grande tradizione pittorica fondata sull'imitazione dell'antico, nulla concedono alla spontaneità del fare artistico e si limitano a ripetere i tipici temi mitologici, letterari e storici del passato: è la pittura accademica.
Gran parte di quest'ultima corrente, tuttavia, attraverso la riproposizione dei temi classici mira anche a ottenere un risultato sociale: compiacere il gusto dei clienti aristocratici e borghesi, ricchi e culturalmente retrivi, rassicurandoli della nobiltà dei loro valori, fondati sull'esaltazione tanto della tradizione quanto dei più recenti modelli della virtù civica della classe dirigente al potere: è l'Art pompier.

### I temi dell'Art pompier

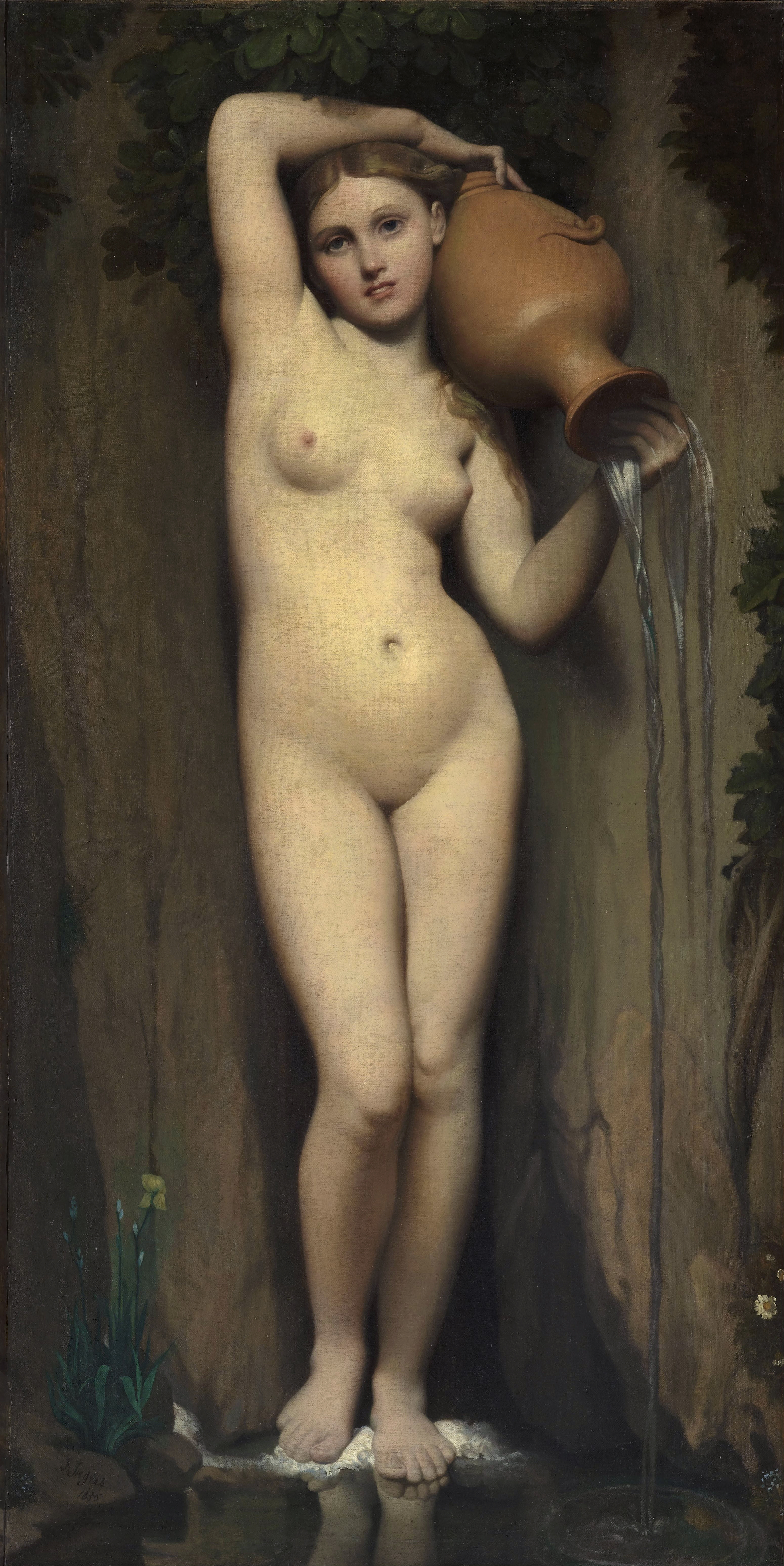
Ingres, La sorgente

#### Il nudo
(Paul Valéry, Scritti sull'arte, p. 35)
La rappresentazione della figura umana nuda - considerata l'espressione per eccellenza della nobiltà della natura - risale alle origini dell'arte. Senza l'impaccio del vestito che nasconde le forme, l'artista può cimentarsi con quella che è una delle maggiori difficoltà da superare per il compimento dell'opera: la riproduzione del gesto, del gioco della muscolatura nella quale si diffonde la luce e si modulano le ombre, della delicatezza dell'incarnato.

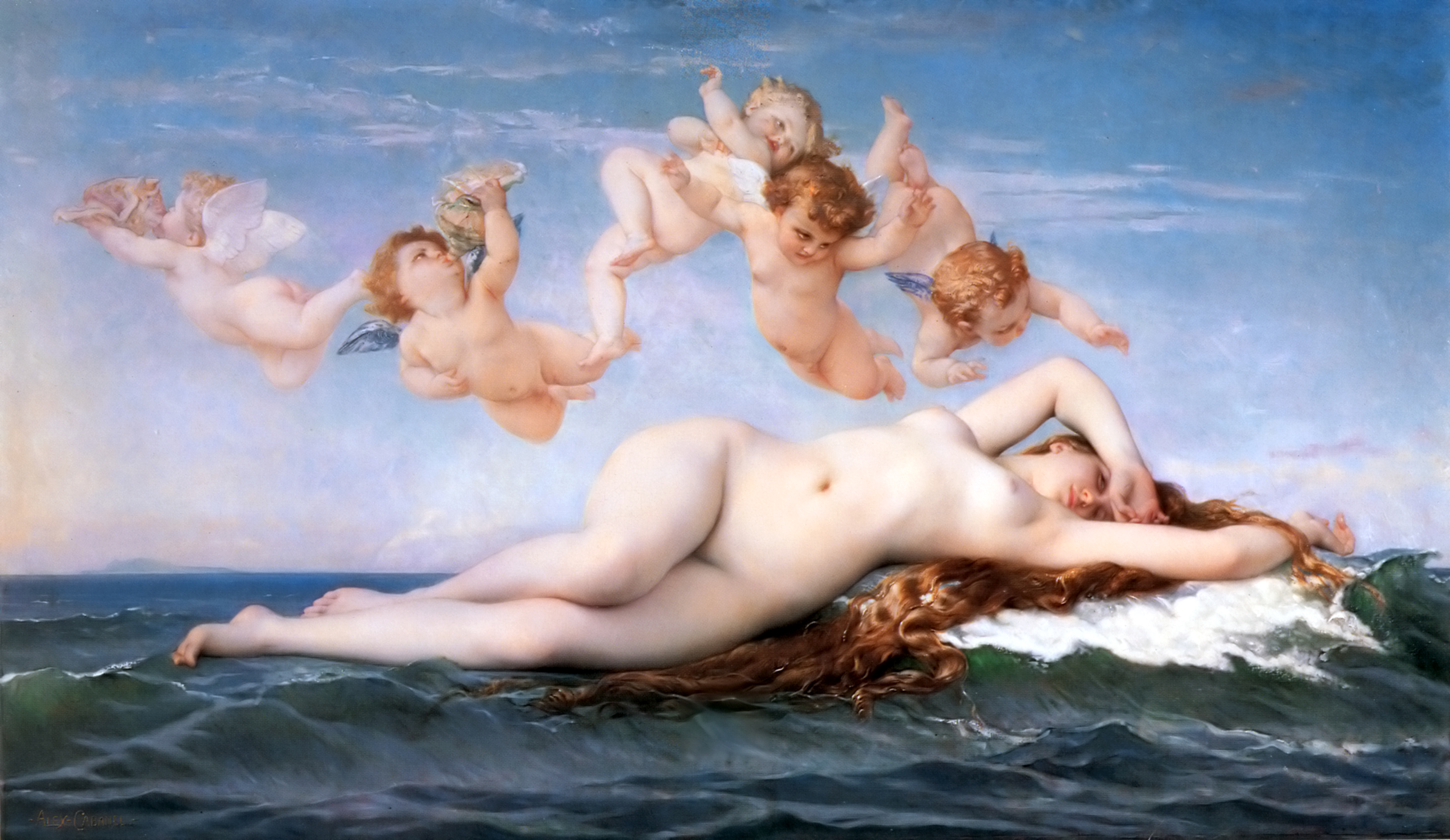
Alexandre Cabanel, La nascita di Venere

Rappresentato frequentemente nell'arte antica ma raramente nella pittura e nella scultura medievale, a partire dal Cinquecento il nudo divenne comune nell'arte europea, con la ripresa di temi mitologici, allegorici e storici. Nell'Ottocento pittorico, il nudo è prevalentemente femminile e poiché è legata strettamente alla sessualità, la sua rappresentazione è soggetta a cautele e convenzioni: essa è dimostrazione dell'abilità del pittore nel rendere l'incarnato - «il gradino più elevato dell'arte, perché apporta alla rappresentazione della bellezza il tocco necessario della vita» - e la sua raffigurazione non deve essere gratuita ma giustificata dal tema trattato nella tela dall'artista. Come sosteneva Renoir: «la donna nuda uscirà dal mare o dal proprio letto, e si chiamerà allora Venere o Ninì» e sarà prevalentemente il soggetto mitologico del quadro a fornire il pretesto della rappresentazione del nudo.
Se i pittori formati nelle Écoles potevano trarre dal passato una gran quantità di modelli di riferimento per le loro Veneri, i più visitati erano i recenti modelli di Ingres, la Venere Anadiomene e l'omologa La sorgente. Nel Salon ufficiale del 1863, quello stesso anno che vide la nascita del Salon des Refusés, vennero esposte tre nudi di successo: la Venere di Amaury-Duval, La nascita di Venere di Alexandre Cabanel e L'onda e la perla di Paul Baudry, queste ultime due, non a caso a sancirne l'approvazione, acquistate rispettivamente da Napoleone III e dall'imperatrice Eugenia.

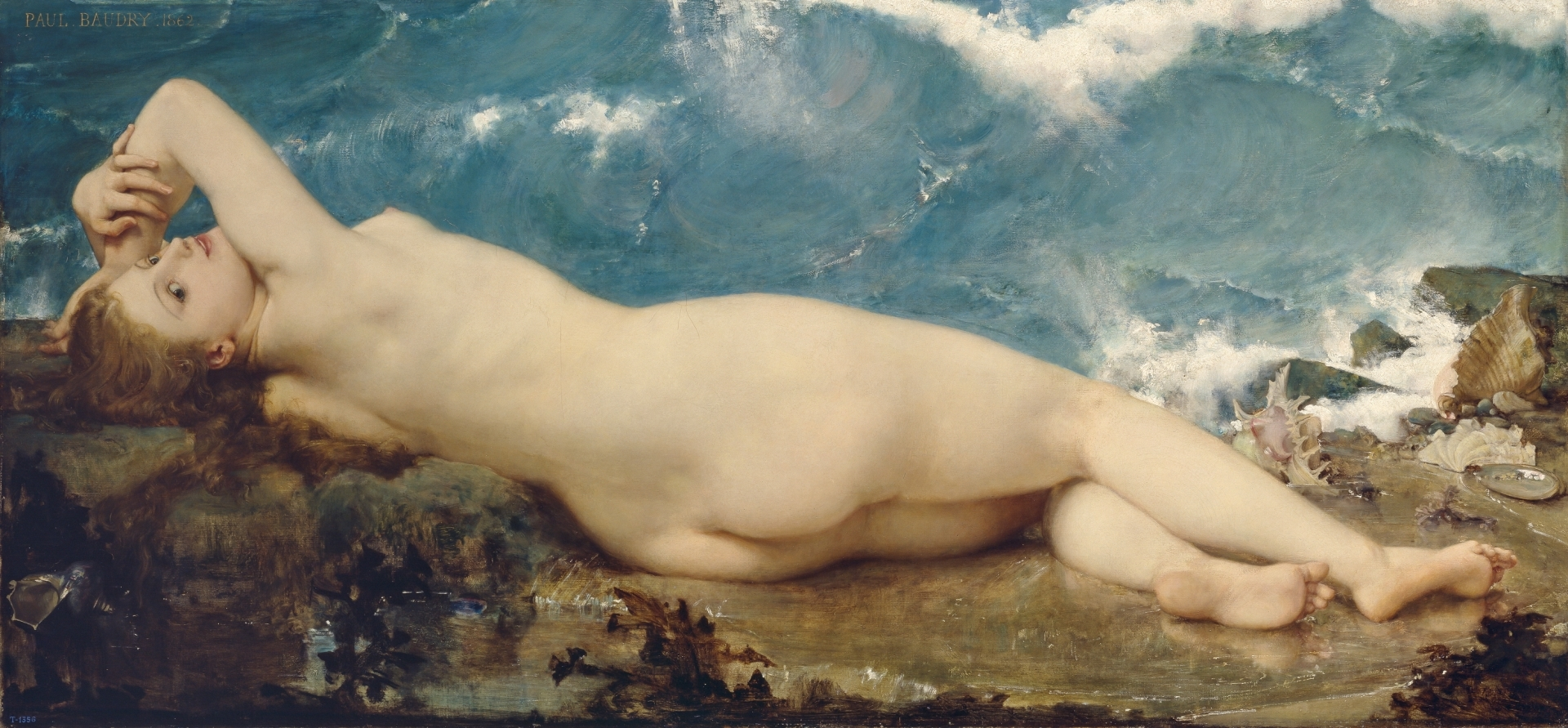
Paul Baudry, L'onda e la perla

Infatti Cabanel conosceva bene il gusto del pubblico e delle istanze ufficiali, e mescolando i riferimenti ad Ingres, al Raffaello della Galatea e alla pittura settecentesca, con il pretesto del tema mitologico, che mette al riparo il dipinto dalle accuse di immoralità, trasformò la figura della dea in un invito erotico, come conferma la malizia dello sguardo opportunamente velato nell'ombra.
Émile Zola, sempre avversario di Cabanel, denunciò l'operazione: «La dea annegata in un fiume di latte ha l'aria di una deliziosa cortigiana, nemmeno in carne e ossa – sarebbe indecente – ma in una sorta di pasta di mandorle bianca e rosa. C'è gente che trova quest'adorabile bambola ben disegnata, ben modellata, e la dichiara figlia o almeno bastarda della Venere di Milo: ecco il giudizio delle persone gravi. C'è gente che si meraviglia del sorriso della bambola, delle sue membra delicate, della sua posa voluttuosa: ecco il giudizio delle persone leggere».

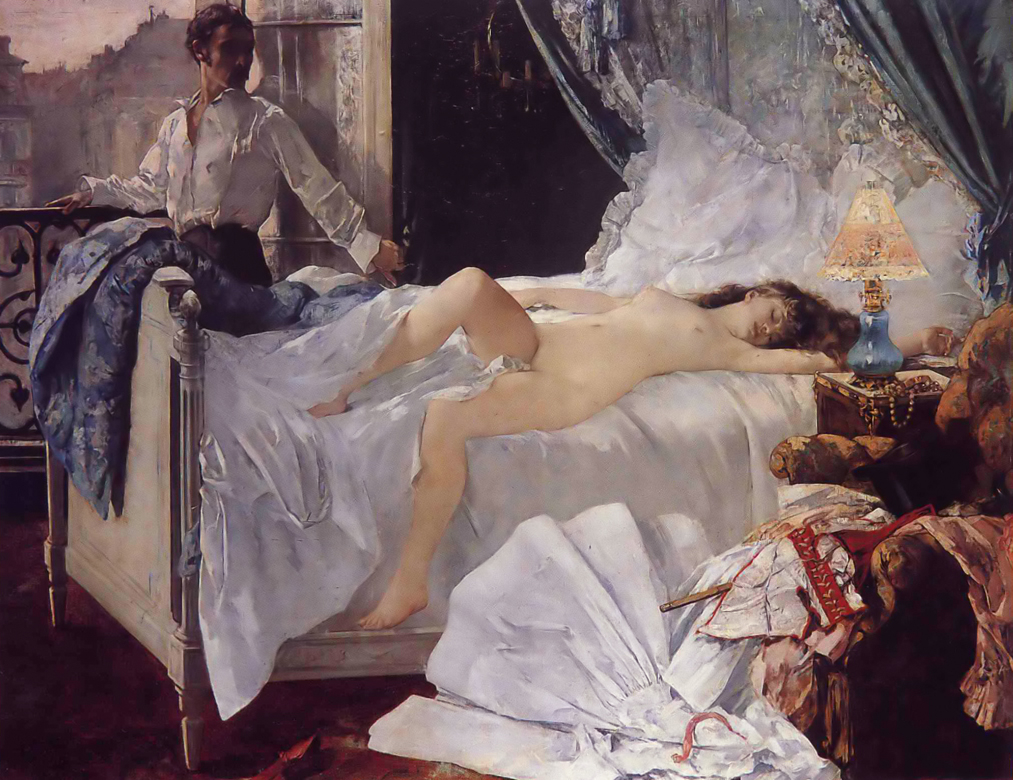
Henri Gervex, Rolla

Ancora più esplicito il messaggio dell'immagine di Baudry che, pur non volendo rimandare direttamente alla mitologia, intitolando il suo quadro L'onda e la perla, favola persiana, sembrò rifarsi alle favole delle Mille e una notte, nelle quali la «perla non traforata» è usato eufemismo di verginità. Louis Auvray la giudicò «l'opera capitale dell'esposizione. Le forme sono belle e veritiere, la posa è graziosa, le mani sottili e distinte, l'espressione degli occhi e della bocca incantevole. È una tela dinanzi alla quale nessuno rimane impassibile», e Théophile Gautier «una delle emozioni più vive che l'arte possa dare: lo strano nel raffinato, il raro nel bello».
Che il tema mitologico serva unicamente di pretesto alla raffigurazione del nudo e insieme a mascherare la volontà del pittore di sollecitare il voyeurismo dello spettatore è dimostrato dallo scandalo sollevato presso la critica ufficiale da dipinti che rifiutano ogni copertura letteraria e mitologica, presentandosi per quello che sono: il Déjeuner sur l'herbe e l'Olympia di Manet, esposti al Salon des réfusés, rispettivamente nel 1863 e nel 1865.
Anche Rolla, il dipinto dell'accademico Henri Gervex presentato al Salon del 1878 viene rifiutato e accusato di immoralità. Eppure lo stile pittorico di Gervex è in linea con il gusto dominante e la scena - che rappresenta il momento in cui il protagonista della poesia di Alfred De Musset, Rolla, si suicida gettandosi dalla finestra dopo una notte trascorsa con una prostituta - è giustificata dal soggetto e perfettamente costruita secondo un calibrato crescendo di tensione drammatica: lo sguardo passa dal disordine dei vestiti al letto dove giace in un sonno scomposto la donna e di qui a Rolla e alla finestra aperta, che mostra i palazzi di Parigi avvolti dalla prima luce dell'alba.
Qui l'erotismo viene mostrato come parte integrante della realtà quotidiana e pertanto rifiutato dalla cultura dominante: la sessualità esiste, ma non deve essere rappresentata. Del resto, la tela sarà esposta per tre mesi in una galleria privata e attirerà intere folle di parigini, rendendo celebre il suo autore.

#### La pittura di storia
(André Félibien, Conférences de l'Académie royale de peinture et de sculpture, 1705)
Dopo un lunghissimo periodo nel quale la pittura aveva avuto per unico soggetto la religione, con l'instaurarsi dello Stato nazionale gli artisti furono chiamati a celebrare anche le virtù civili, le glorie della nazione, le imprese e il prestigio dei suoi maggiori rappresentanti.

## Pittori accademici francesi
- Alfred Agache
- Eugène-Emmanuel Amaury-Duval
- Paul Baudry
- Amélie Beaury-Saurel
- Jean-Joseph Benjamin-Constant
- Léon Bonnat
- William-Adolphe Bouguereau
- Gustave Boulanger
- Alexandre Cabanel
- Carolus-Duran
- Paul Chabas

- Charles Chaplin
- Fernand Cormon
- Pierre Auguste Cot
- Thomas Couture
- Édouard Debat-Ponsan
- Paul Delaroche
- Gustave Doyen
- Hippolyte Flandrin
- Eugène Fromentin
- Henri Gervex
- Jean-Léon Gérôme
- Émile Lévy

- Charles Gleyre
- Jean-Jacques Henner
- Jacques-Émile Lafon
- Jean-Paul Laurens
- Jean-Jules-Antoine Lecomte du Nouÿ
- Jules Joseph Lefebvre
- Fernand Le Quesne
- Ernest Meissonier
- Hugues Merle
- Léon Bazile Perrault
- Henri Regnault
- Georges-Antoine Rochegrosse
- Auguste Toulmouche